# Marionia blainvillea
Marionia blainvillea (Risso, 1818) è un mollusco nudibranchio della famiglia Tritoniidae.

## Descrizione
Corpo dal colore molto vario, da arancione traslucido fino a rosso-marrone con chiazze bianche. Presenta appendici frastagliate, simili al ciuffo branchiale, su tutto il corpo. Fino a 5 centimetri di lunghezza.

## Biologia
È in grado di nuotare tramite i movimenti del corpo.
Si nutre di octocoralli come Alcyonium acaule, Alcyonium palmatum, Eunicella cavolinii, Eunicella singularis, Leptogorgia sarmentosa, Paramuricea clavata.

## Distribuzione e habitat
Endemica del mar Mediterraneo, vive su fondali caratterizzati da coralligeno, spesso su Paramuricea clavata ed Alcyonium acaule, da 10 fino a 50 metri di profondità.